# Ameixoeira
Ameixoeira era una freguesia portuguesa del municipio de Lisboa, distrito de Lisboa.

## Historia
Fue suprimida el 8 de noviembre de 2012, en aplicación de una resolución de la Asamblea de la República portuguesa al unirse con la freguesia de Charneca, formando la nueva freguesia de Santa Clara.

## Patrimonio
- Igreja de Nossa Senhora da Encarnação (Ameixoeira)
- Estación de metro propia

## Enseñanza
- Academia de Música de Santa Cecilia
- Instituto Superior de Gestión